# أبو ماريا القحطاني
ميسر علي موسى عبد الله الجبوري (1 يونيو 1976 – 4 أبريل 2024) والمعروف أكثر باسم أبو ماريا القحطاني، هو إسلامي  من العراق شارك في القتال في الحرب الأهلية السورية. كان سابقا قائد مجلس الشورى في تنظيم جبهة النصرة.

## تاريخه
ولد في 1 حزيران/يونيو 1976 في مدينة الموصل بمحافظة نينوى في العراق. خلال حرب العراق عام 2003 كان طالبا في جامعة الموصل وعضوا في فدائيي صدام. بعد سقوط العراق إبان حكم حزب البعث انضم أبو ماريا إلى الشرطة العراقية في الموصل ولكنه انسحب منها في وقت لاحق مما تسبب في إلقاء القبض عليه. انضم لاحقا لتنظيم القاعدة في العراق وشغل منصب رئيس الشرطة الدينية.

### الانتقال إلى سوريا
تم إرساله إلى سوريا مع أبو محمد الجولاني عام 2011 من قبل دولة العراق الإسلامية وهناك أصبح قائدا لمجلس شورى جبهة النصرة.
حينما التحق بدولة العراق الإسلامية؛ كان معروف عنه أنه من أشد منتقدي أبو بكر البغدادي وقام بمحاولات متعددة من أجل فصل جبهة النصرة عن دولة العراق الإسلامية؛ هذا الأمر تسبب في خلاف كبير بين أعضاء جبهة النصرة. كان أبو ماريا القحطاني يدعو أيضا إلى الانفصال عن دولة العراق الإسلامية. كما دعا في وقت ما إلى الانفصال عن تنظيم القاعدة ككل وأعرب عن عدم رضاه عن مشاركته قيادة الجبهة مع زملائه بما في ذلك أبو محمد الجولاني، كما خطط في كثير من المرات لتشكيل مجموعته الخاصة. معروف عنه أيضا تأييده للعمليات التركية في سوريا على الرغم من أن الموقف الرسمي لهيئة تحرير الشام مٌخالف لرأيه. يُزعم أن القحطاني قام باغتيال مجموعة من منافسيه على القيادة في هيئة تحرير الشام وذلك في محاولة منه لدفع الهيئة نحو دعم التورط التركي في الحرب الأهلية السورية. شارك أبو ماريا القحطاني في الاقتتال الداخلي بين الفصائل فضلا عن الخلافات الداخلية في جبهة النصرة نفسها، مما تسبب له في وقت لاحق بالطرد من منصبه لكنه وبالرغم من ذلك فلا زال أبو ماريا مؤثرا جدا وقريبا من معظم قيادات هيئة تحرير الشام.

## اعتقاله
في 17 أغسطس 2023 أصدرت هيئة تحرير الشام بيان رسمي يقضي بتجميد مهام وصلاحيات أبو ماريا القحطاني وإحالته للتحقيق، وعللت السبب بسوء إدارة تواصلاته دون اعتبارات لحساسية موقعه، سبق البيان بساعات تقرير استقصائي لموقع تلفزيون سوريا أكّد فيه اعتقال أبو ماريا القحطاني، كما أشار لإصابته بمرض شديد الخطورة منذ فترة دون تحديد ماهيته.